# 순천만갈대축제
순천만갈대축제는 전라남도 순천시에서 개최하는 축전이다.